# Isabel Abedi

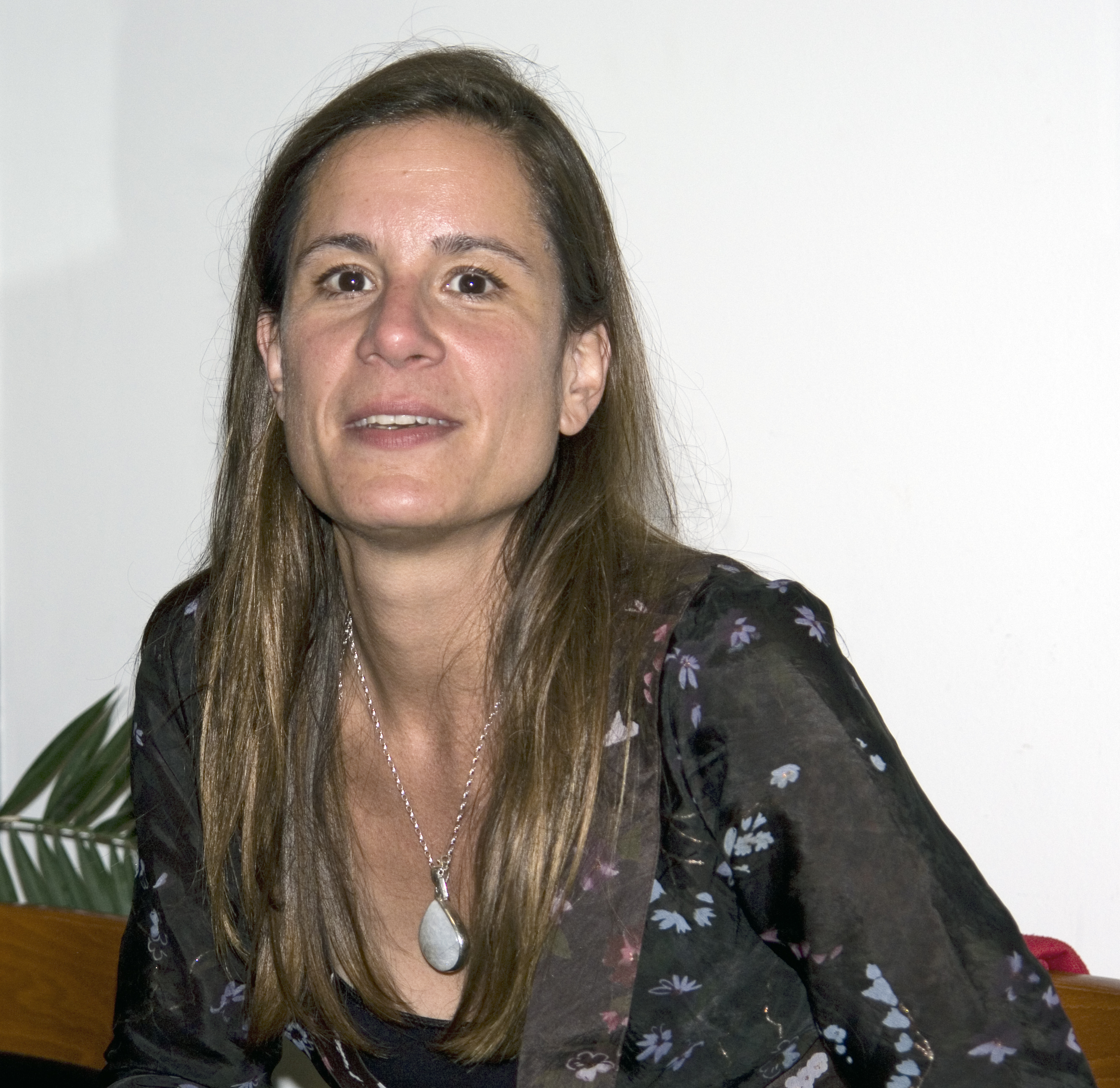
Isabel Abedi (2007)

Isabel Nasrin Abedi (* 3. März 1967 in München) ist eine deutsch-iranische Kinder- und Jugendbuchautorin.

## Leben
Isabel Abedi wurde 1967 in München geboren, wuchs in Düsseldorf auf. Nach ihrem Abitur ging sie für ein Praktikum in der Filmproduktion nach Los Angeles. Sie kam zurück nach Deutschland, wo sie in Hamburg eine Ausbildung zur Werbetexterin absolvierte.
Dreizehn Jahre lang arbeitete sie in diesem Beruf und verfasste nebenbei Kinder- und Jugendbücher. Mittlerweile ist sie hauptberuflich Schriftstellerin und ist als freie Autorin für mehrere Verlage tätig. Isabel Abedi lebt in Hamburg, wo sie den brasilianischen Musiker Eduardo Macedo kennenlernte und heiratete.
Ihre Bücher erscheinen in mehreren Sprachen und sind bereits mehrfach mit Preisen ausgezeichnet worden. Zu einem großen Erfolg entwickelte sich ihre Kinderbuchreihe Lola. Und auch mit ihren Kinderromanen Unter der Geisterbahn sowie Verbotene Welt wurde sie bekannt. Abedis Jugendroman Whisper wurde 2006 von der Jugendjury für den Deutschen Jugendliteraturpreis nominiert. Außerdem erhielt der Roman mehrere regionale Auszeichnungen und kam auf die Liste „Die besten 7 Bücher für junge Leser“ von Deutschlandfunk und Focus. Auch Abedis Jugendroman Isola, in dem 12 Jugendliche auf einer kameraüberwachten Insel Gegenstand eines Filmprojekts werden, wurde mehrfach nominiert – für den Hans-Jörg-Martin Kinder- und Jugendkrimipreis 2008 – und ausgezeichnet.
Viele ihrer Werke sind mittlerweile als Hörbuch erschienen und platzierten sich zum Teil auf der hr2-Hörbuchbestenliste (Lola macht Schlagzeilen im März 2006, Lucian im März 2010).
Ferner arbeitet sie als Übersetzerin aus der englischen Sprache und engagiert sich in interkulturellen Schreibprojekten.

## Werke

### Bilderbücher
- 10 Marienkäfer sagen Gute Nacht. arsEdition (2010), ISBN 978-3-7607-4090-4.
- Das 99. Schaf. arsEdition (2010), ISBN 978-3-7607-3640-2.
- Das 99. Schaf und der kleine Wolf.
- Das 99. Schaf reist um die ganze Welt.
- Blöde Ziege – Dumme Gans. arsEdition (2009), ISBN 978-3-7607-2985-5.
- Verschwunden!, ruft die kleine Ziege.
- Hurra, gewonnen!
- Torro sieht rot.
- Leila Schwein schreit Nein!
- Du bist mein größter Schatz.
- Hexus-Plexus.
- Verschwunden/Gefunden.
- Ein Wunsch für die kleine Fee.
- Glück gehabt, Pechbär!
- Lisa und der Krachdrache.
- Abschied von Opa Elefant.
- Alberta geht die Liebe suchen.
- Traumschuhe für Lilian.
- Der Baum ist mein Haus.
- Der Nikolaus kommt heut!
- Weihnachtsrabe Rasputin findet das Glück.
- Keine Angst, kleines Nachtgespenst!
- Wie lange noch?
- Drei Jahre noch, dann halte ich es nicht mehr aus!

### Kinderbücher
- 01 Lisbeth – Und hier kommt Tante Lisbeth! ISBN 978-3-7855-7914-5.
- Kleiner Wolf sucht ein Zuhause.
- Kleiner Wolf in Not.
- Käpten Klonk und seine Piraten.
- 01 Lola – Hier kommt Lola! ISBN 978-3-7855-5169-1.
- 02 Lola – Lola macht Schlagzeilen. ISBN 978-3-7855-5337-4.
- 03 Lola – Lola in geheimer Mission. ISBN 978-3-7855-5534-7.
- 04 Lola – Applaus für Lola! ISBN 978-3-7855-5692-4.
- 05 Lola – Lola Löwenherz. ISBN 978-3-7855-5674-0.
- 06 Lola – auf Hochzeitsreise. ISBN 978-3-7855-5675-7.
- 07 Lola – Schwesterherz. ISBN 978-3-7855-5676-4.
- 08 Lola – Fünf Sterne für Lola. ISBN 978-3-7855-5677-1.
- 09 Lola – Lola und die einzige Zeugin. ISBN 978-3-7855-5678-8.
- Lola – das Buch zum Film. ISBN 978-3-7855-7139-2.
- Lola – Meine Freunde. (Freundebuch)
- Lola – Macht Lola zum Star.
- Verbotene Welt. Loewe Verlag, ISBN 978-3-7855-6300-7.
- Unter der Geisterbahn. Loewe Verlag, ISBN 978-3-7855-6766-1.
- Los Angeles.
- Leselöwen: Popstargeschichten. Mit Bildern von Silke Brix. Loewe Verlag, (2008), ISBN 978-3-7855-4126-5.
- Leselöwen: Freundinnengeschichten. Loewe Verlag

### Jugendbücher
- Imago. Arena, Würzburg (2004), ISBN 3-401-05572-0.
- Whisper. Arena, Würzburg (2005), ISBN 3-401-02999-1.
- Isola. Arena, Würzburg (2007), ISBN 978-3-401-06048-4.
- Lucian. Arena, Würzburg (2009), ISBN 978-3-401-06203-7.
- Die längste Nacht. Arena, Würzburg (2016), ISBN 978-3-401-06189-4

### Hörbücher (Auswahl)
- Hier kommt Lola! Jumbo Neue Medien & Verlag, Hamburg (2005), ISBN 3-8337-1211-2.
- Lola macht Schlagzeilen. Jumbo Neue Medien & Verlag, Hamburg (2005), ISBN 3-8337-1345-3.
- Lola in geheimer Mission. Jumbo Neue Medien & Verlag, Hamburg (2006), ISBN 3-8337-1499-9.
- Unter der Geisterbahn. Jumbo Neue Medien & Verlag, Hamburg (2006), ISBN 3-8337-1629-0.
- Applaus für Lola! Jumbo Neue Medien & Verlag, Hamburg (2007), ISBN 978-3-8337-1775-8.
- Imago. Jumbo Neue Medien & Verlag, Hamburg (2007), ISBN 978-3-8337-1855-7.
- Verbotene Welt. Jumbo Neue Medien & Verlag, Hamburg (2007), ISBN 978-3-8337-1908-0.
- Lola Löwenherz. Jumbo Neue Medien & Verlag, Hamburg (2008), ISBN 978-3-8337-2063-5.
- Isola. Arena Verlag, Würzburg (2008), ISBN 978-3-401-26048-8.
- Lola auf Hochzeitsreise. Jumbo Neue Medien & Verlag, Hamburg (2008), ISBN 978-3-8337-2196-0.
- Lucian. Jumbo Neue Medien & Verlag, Hamburg (2009), ISBN 978-3-8337-2535-7.
- Lola Schwesterherz. Jumbo Neue Medien & Verlag, Hamburg (2010), ISBN 978-3-8337-2634-7.
- 5 Sterne für Lola. Jumbo Neue Medien & Verlag, Hamburg (2012), ISBN 978-3-8337-2994-2.
- Lola und die einzige Zeugin
- Superstarke Kindergartengeschichten. Jumbo Neue Medien & Verlag, Hamburg (2014), ISBN 978-3-8337-3286-7.

## Auszeichnungen
- 2006: Paderborner Hase für Hier kommt Lola!
- 2006: Segeberger Feder für Whisper
- 2007: Nordstemmer Zuckerrübe für Hier kommt Lola!
- 2017: Goldene Leslie für Die längste Nacht